# Serra de Taús
La Serra de Taús és una serra situada al municipi de les Valls d'Aguilar a la comarca de l'Alt Urgell, amb una elevació màxima de 1.924 metres.